# Hi-8 Adventures Soundtrack
Hi-8 Adventures Soundtrack to wydanie EP szwedzkiej punkrockowej grupy Millencolin. Płyta wydana została w 1999 jako ścieżka dźwiękowa do ich filmu Millencolin and the Hi-8 Adventures w nakładzie 3000 kopii – 1000 w Europie, 1000 w Australii i 1000 w USA.

## lista utworów
1. "Buzzer" (wersja przedłużona)
2. "Random I Am" (live)
3. "Puzzle" (live)
4. "Dance Craze" (live)
5. "Move Your Car" (live)
6. "Killercrush" (live)
7. "Bullion" (live)
8. "Twenty Two" (live)